# Strýčický jazykový ostrov

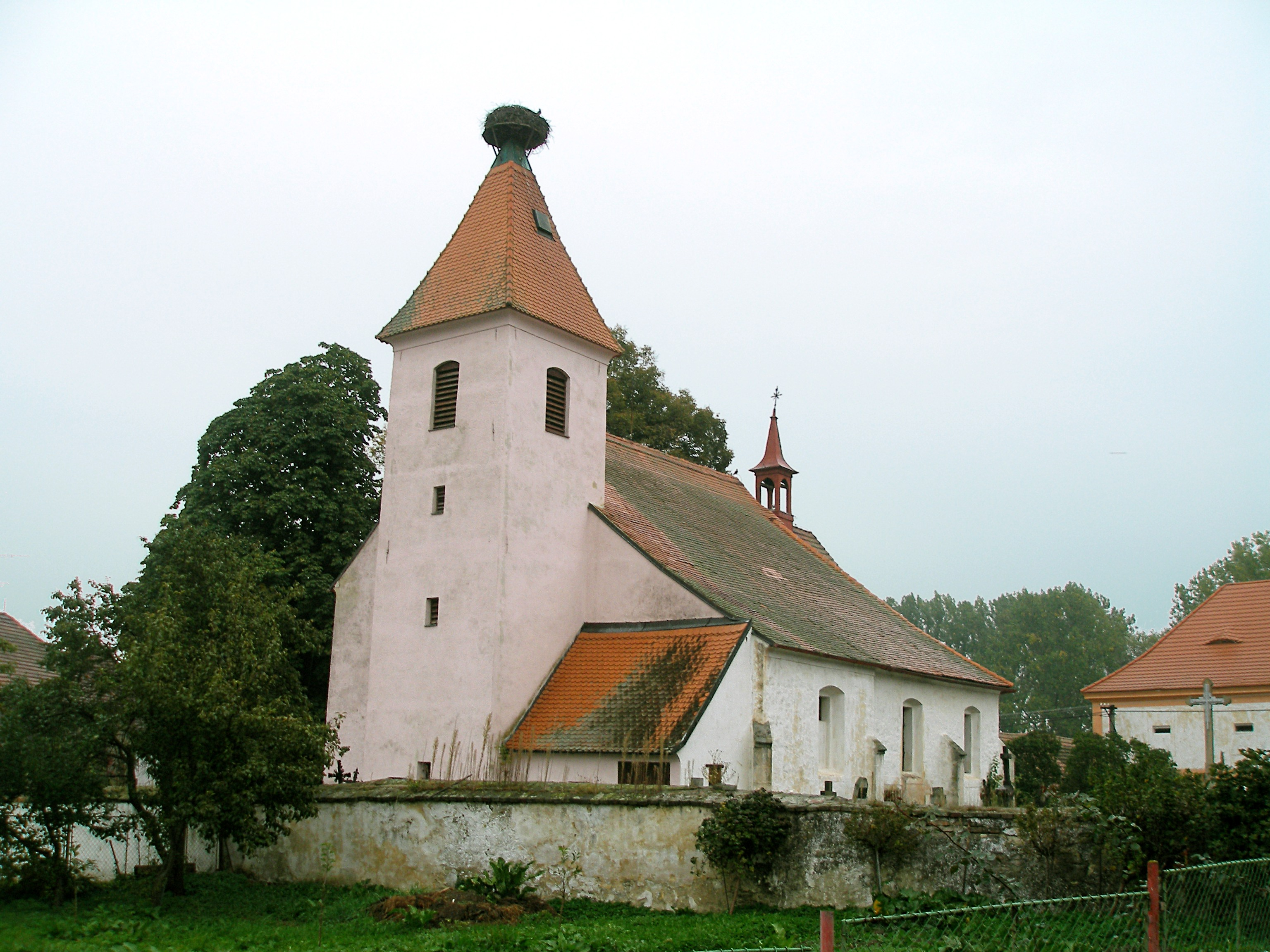
Kulturní centrum strýčického jazykového ostrova - Kostel svatých Petra a Pavla

Strýčický jazykový ostrov (německy Stritschitzer Sprachinsel) byla německojazyčná enkláva v jižních Čechách okolo obce Strýčice, zhruba uprostřed spojnice mezi Prachaticemi a Českými Budějovicemi, jihovýchodně od Netolic. Patřily sem i Holašovice. 
Geograficky se oblast nachází na rozhraní Blanského lesa a Českobudějovické pánve, západně od rybníka Dehtář. Administrativně je rozdělena mezi okresy Prachatice (západní část) a České Budějovice (východ; tato část je součástí mikroregionu Blanský les - podhůří).
Kulturní, společenské i geografické centrum se nacházelo ve Strýčicích. Ačkoliv byla a stále je tato obec nejmenší z deseti jmenovaných, její centrální poloha mikroregionu jí zaručuje důležitost pro oblast. Hlavní roli ve společenském životě obyvatel hrál zdejší farní kostel svatých Petra a Pavla, přilehlý farní úřad, dosud fungující hospoda U Brašničků č. p. 7 a Jubilejní svatováclavská škola. 

## Obyvatelstvo
Poměr německých a českých mluvčích se v jednotlivých letech a obcích značně lišil. V roce 1930 byl poměr 69 % Němců a 31 % Čechů, zatímco v roce 1938 se 46 % obyvatelstva celé oblasti hlásilo k národnosti německé.
Celkový počet obyvatel v roce 1930 činil 1827. V roce 1939 zde žilo 1827 a v roce 1950 byl celkový počet obyvatel strýčického jazykového ostrova 1338. Na frontách druhé světové války padlo 56 místních obyvatel a nezvěstných bylo 12.
Obživu nalézali obyvatelé převážně v zemědělství a lesnictví. Zajímavou výjimku tvořilo Kollowitzer Gewerkschaft - družstvo na těžbu a zpracování tuhy ve Chvalovicích. 
Zánik jazykového ostrova lze datovat do roku 1946, kdy ve třech vlnách došlo k odsunu původního obyvatelstva. 

## Jazyk
Jazykově se zdejší německé nářečí ovlivněné mnoha bohemismy podobalo hornorakouskému. V roce 2022 žije již jen nepatrné množství mluvčích. 

## Obce
Jazykový ostrov tvořily tyto vesnice:
- Babice (Bowitz)
- Dobčice (Dobschitz)
- Dolní Chrášťany (Untergroschum)
- Holašovice (Hollschowitz)
- Horní Chrášťany (Obergroschum)
- Chvalovice (Kolowitz)
- Lipanovice (Linden)
- Radošovice (Roschowitz)
- Strýčice (Stritzitz, Stritschitz)
- Záboří (Saborsch)